# Имперский комитет по цельнозерновому хлебу

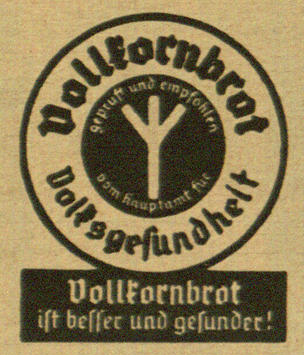
Знак качества цельнозернового хлеба в соответствии с инструкцией RVBA: «Цельнозерновой хлеб лучше и полезнее». 1942

Имперский комитет по цельнозерновому хлебу (нем. Reichsvollkornbrotausschuss, сокр. RVBA) — учреждение в нацистской Германии, основанное в 1939 году с целью увеличения производства и потребления цельнозернового хлеба в стране. Долю цельнозернового хлеба в питании немцев планировалось довести от трети до половины. Комитет возглавлял врач Франц Вирц.
Национал-социалисты, пришедшие к власти в Германии в 1933 году, придавали большое значение вопросам охраны здоровья. Они развернули кампании по борьбе с курением и алкоголизмом, критиковали неумеренное потребление сладкого, пропагандировали движение и спорт. В терминах национал-социалистов, необходимо укреплять «тело народа», чтобы повысить работоспособность, плодовитость и боеспособность граждан в военное время. Кроме того, некоторые члены руководства Германии разделяли романтические националистские взгляды о преимуществах простой крестьянской жизни и мечтали заменить «негерманский» городской образ жизни и питания на «арийскую» еду. Эту цель воплощали в жизнь помимо Имперского комитета по цельнозерновому хлебу и другие организации: Имперское общество питания из леса, Институт кулинарных наук и Имперское общество народного питания.
Пропаганда цельнозернового хлеба также имела значение для народного хозяйства Германии: острый дефицит валютных средств и стремление нацистского руководства к экономической автаркии привели к необходимости планомерного вытеснения импортных масел (прежде всего, растительных). Произошли неизбежные изменения в пищевых привычках: в условиях так называемого «жирового дефицита» предлагалось сократить потребление говядины, сала, масла и жиров. Взамен рекомендовалось есть больше цельнозернового хлеба, картофеля и овсяных хлопьев.
Цельнозерновой хлеб набирал популярность с конца 1920-х годов благодаря различным реформаторским течениям, под влиянием идей которых находился руководитель комитета Франц Вирц. Он занимал руководящую должность в Главном управлении народного здравия НСДАП, а с 1938 года по протекции Мартина Бормана стал ординарным профессором медицинского факультета Мюнхенского университета. С 1936 года Вирц вёл разъяснительную работу о пользе цельнозернового хлеба и публиковал просветительскую литературу. На Вирца также оказали влияние распространявшиеся в то время идеи швейцарского врача Максимилиана Бирхер-Беннера и гигиениста Вернера Коллата.
Имперский комитет по цельнозерновому хлебу был учреждён 1 сентября 1939 года. С этой инициативой выступил имперский руководитель здравоохранения Леонардо Конти, также любитель цельнозернового хлеба. В 1940 году работа комитета получила оборонное значение, так как цельнозерновой хлеб обеспечивал самоснабжение в военное время.
В состав Имперского комитета по цельнозерновому хлебу входили представители 40 учреждений, в том числе имперского министерства продовольствия и сельского хозяйства, канцелярии фюрера, управления четырёхлетнего плана и Верховного главнокомандования вермахта. Штаб-квартира Имперского комитета по цельнозерновому хлебу находилась в Берлине в здании Шарите на Роберт-Кох-плац, 7. Имперский комитет подчинялся главному управлению народного здравия НСДАП и тем самым Национал-социалистическому союзу врачей.
Имперский комитет по цельнозерновому хлебу вёл плановую работу по пропаганде потребления цельнозернового хлеба (преимущественно, ржаного). Он провёл общегерманскую имперскую акцию по повышению потребления цельнозернового хлеба, которую активно поддержали официальные органы НСДАП. В результате акции по всему Рейху были назначены ответственные по акции «Цельнозерновой хлеб». Имперский комитет по цельнозерновому хлебу публиковал в государственных средствах массовой информации пресс-релизы с рекламой цельнозернового хлеба, рекламируя его полезные качества. Белый хлеб представляли в них «неестественным» химическим продуктом, чрезмерное потребление мяса и жира ассоциировали с злокачественными опухолями и ожирением и расхваливали пользу для здоровья цельнозернового хлеба как доступной альтернативы. Цельнозерновой хлеб рекламировали на плакатах и в короткометражных фильмах.
Имперский комитет разработал инструкцию для цельнозернового хлеба и вёл по всей стране обучение. Хлебобулочные предприятия, продукция которых прошла контроль RVBA, получали право именоваться «производителями цельнозернового хлеба» и маркировать свой хлеб официальном знаком качества в форме альгиза. К 1941 году звание «производителя цельнозернового хлеба» получили более 20 тыс. булочных, в 1943 году такими стали 23 % всех хлебобулочных предприятий страны. Имперский комитет по цельнозерновому хлебу работал до апреля 1945 года.